# Andropauza
Andropauza (gr. andros „mężczyzna, człowiek”; gr. pausis, łac. pausa „przerwa”) – okres w życiu mężczyzny (najczęściej po 50. roku życia), zapowiadający zbliżające się wejście w okres starości z początkiem wystąpienia szeregu dolegliwości w różnych sferach funkcjonowania jednostki, zarówno somatycznej, psychologicznej, jak i seksualnej o podłożu wielonarządowych zmian w organizmie, w tym zmian hormonalnych, wywołanych starzeniem się.
Sam termin „andropauza” bywa często negowany, gdyż nie eksponuje właściwego charakteru zachodzących zmian biologicznych. U mężczyzn nie dochodzi, jak to ma miejsce u kobiet (menopauza, klimakterium), do nieodwracalnego zatrzymania funkcji hormonalnych czy reprodukcyjnych, zostają one jedynie upośledzone czy obniżone. Określenie „andropauza” przyjęło się jednak powszechnie i przydatne jest jako pewnego rodzaju skrót myślowy. Inne używane nazwy dla tego okresu to: wiropauza, męskie klimakterium, andropenia, częściowy niedobór androgenów u starzejących się mężczyzn – PADAM (partial androgen deficiency in the aging male), męska menopauza, SLOH (symptomatic late-onset hypogonadism).
Przy diagnozowaniu andropauzy należy pamiętać, że status hormonalny nie jest jedynym i wystarczającym czynnikiem pozwalającym zakwalifikować mężczyzn do grupy osób doświadczających andropauzy. Istotny jest rosnący z wiekiem poziom globuliny wiążącej hormony płciowe i wynikający z tego spadek frakcji wolnej testosteronu (FT). Spadek frakcji wolnego (FT) i biodostępnego (BT) testosteronu jest szybszy niż spadek poziomu testosteronu w ogóle – stąd oznaczenie samego poziomu testosteronu przestaje być miarodajne. Stąd mężczyźni mający niski poziom globuliny wiążącej hormony płciowe w późniejszym wieku odczuwają objawy andropauzy. Dopiero zmiany w układzie hormonalnym (przede wszystkim niedobór androgenów) oraz inne zmiany biochemiczne w organizmie starzejącego się mężczyzny wraz z obecnością oznak i objawów psychofizycznych pozwalają na diagnozę andropauzy.

## Objawy andropauzy
- fizykalne (somatyczne)
  - dolegliwości bólowe
  - ogólne osłabienie fizyczne organizmu
  - zaburzenia snu
  - zaburzenia apetytu

- psychologiczne (psychiczne)
  - kłopoty z pamięcią i koncentracją uwagi
  - zwiększona drażliwość
  - odczuwanie niepokoju i lęku
  - obniżenie nastroju i zadowolenia z życia

- naczynioruchowe (wazomotoryczne)
  - nadmierna potliwość
  - uderzenia gorąca
  - palpitacje serca

- seksualne
  - problemy z erekcją
  - brak odczuwania podniecenia
  - spadek pożądania seksualnego
  - obniżenie zadowolenia z życia seksualnego

- objawy typowych zmian fizycznych
  - zmniejszenie masy mięśniowej o 25%
  - zwiększenie się tłuszczu trzewnego o 10–15 kg.
  - zmniejszenie się masy kostnej (osteopenia)
  - wzrost insulinooporności (stany przedcukrzycowe)
  - nadciśnienie tętnicze
  - zmiany w grubości skóry i w obrębie owłosienia – przerzedzenie

Do rozpoznania objawów stosuje się najczęściej kilka kwestionariuszy – metody samoopisu – są to:
- Kwestionariusz niedomogi androgennej starzejących się mężczyzn (Androgen Deficiency in Aging Male >>ADAM<< questionnaire), stworzony przez J.E. Morleya;
- Skala objawów starzejącego się mężczyzny (AMS – The Aging Males’ Symptoms Scale), opracowana przez L.A.J. Heinemanna;
- Test samooceny.

## Zmiany w układzie endokrynnym
U mężczyzn z upływem lat dochodzi do stopniowego spadku stężenia niektórych hormonów, głównie hormonów płciowych androgenów i estrogenów, a także hormonu wzrostu i melatoniny. Spowodowane jest to przez wielonarządowe starzenie się organizmu dające między innymi wyraz w pogorszeniu funkcjonowania osi podwzgórze-przysadka-jądra (zmiany zarówno w ośrodkach endokrynnych, zawiadujących obwodowymi gruczołami wewnątrzwydzielniczymi, jak i w samych gruczołach obwodowych).
Prawidłowa gospodarka hormonalna i stopień andropenii są uwarunkowane wieloma czynnikami. Najczęściej podkreślana jest rola, jaką odgrywają predyspozycje genetyczne, nie pomijając równocześnie czynników psychospołecznych i socjoekonomicznych, w tym trybu życia, nałogów, diety, wpływów środowiskowych, aktywności fizycznej czy obecności innych schorzeń.
Największe spadki w stężeniu notuje się wśród hormonów:
- testosteronu,
- dehydroepiandrosteronu (DHEA),
- estradiolu,
- estronu,
- hormonu wzrostu,
- melatoniny.

## Leczenie
- zastępcza terapia testosteronowa
- indukcja endosyntezy androgenów z użyciem gonadotropiny kosmówkowej